# Pierre Hansen

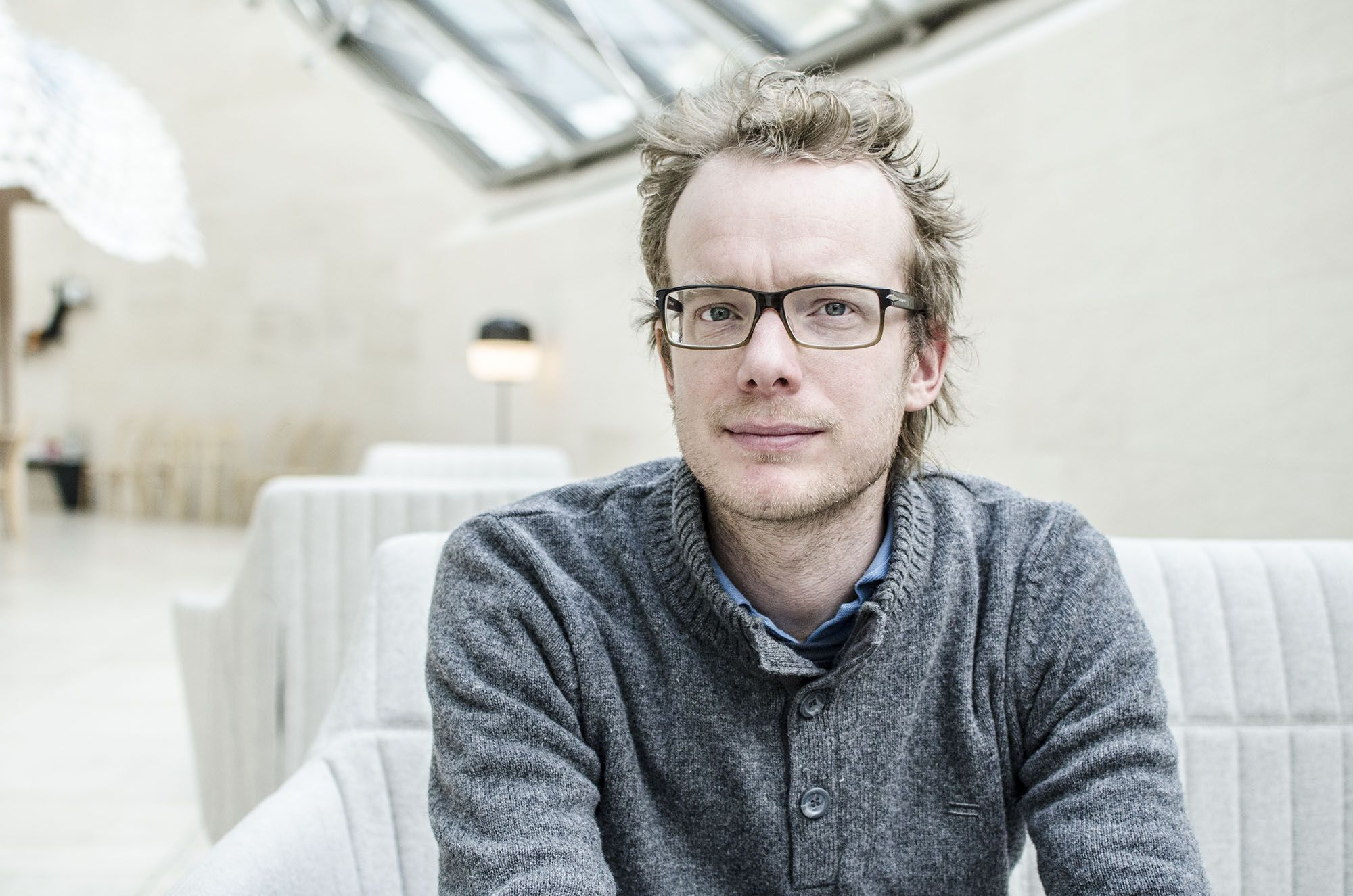
Pierre Hansen (2010)

Pierre Hansen (* 1976 in Luxemburg) ist ein luxemburgischer Filmemacher, Drehbuchautor und Schlagzeuger.

## Leben
Hansen wuchs in Luxemburg auf, studierte sechs Jahre am Conservatorium Maastricht (Bachelor- und Masterdiplom Jazzschlagzeug) und zog dann nach Aachen. 2007 entstand in der Aachener Region sein 30-minütiger Kurzfilm Bordun, der Ende April 2008 im Metropolis Filmtheater in Würselen seine Premiere hatte und im gleichen Jahr auch beim 6. Aachener Kurzfilmfestival gezeigt wurde. Mit seinem 2011 fertiggestellten Kurzfilm Der Solist erhielt er beim SoundTrack_Cologne 8.0-Festival eine lobende Erwähnung. Sein 2014 entstandener Kurzfilm Elderly Spring wurde unter anderem beim Festival du Court-Métrage de Clermont-Ferrand, im Rahmen des „Discovery Zone“-Festivals im Utopolis im Luxemburger Stadtteil Kirchberg und beim Tirana International Film Festival gezeigt. D'Filmakademie Luxembourg in Bartringen nominierte den Film für den Lëtzebuerger Filmpräis 2016 in der Kategorie „Bester fiktiver Kurzfilm“.

## Filmografie

### Regie
- 2008: Bordun (Kurzfilm)
- 2011: Der Solist (Kurzfilm, auch Drehbuch)
- 2014: Elderly Spring (Kurzfilm, auch Drehbuch)

### Schauspieler
- 2010: Den 2. side (Serie, Gastauftritt in Folge 4)

### Filmmusik
- 2014: Elderly Spring